# 6 Heures de Mexico 2016
Navigation
Édition précédente Édition suivante
1re édition et 5e manche du calendrier du Championnat du monde d'endurance FIA 2016, les 6 Heures de Mexico se déroulent le 3 septembre 2016. La victoire est remportée par la Porsche no 1 pilotée par Timo Bernhard, Brendon Hartley et Mark Webber, qui s'était élancée en quatrième position.

## Circuit

L'Autódromo Hermanos Rodríguez, cadre des 6 Heures de Mexico 2016.

Les 6 Heures de Mexico 2016 se déroulent sur l'Autódromo Hermanos Rodríguez au Mexique. Existant depuis 1962, il permet d'atteindre des vitesses importantes de par son altitude supérieure à 2 000 mètres et sa longue ligne droite de départ/arrivée. La particularité du circuit est de passer à travers le Foro Sol, un ancien stade de baseball dont les tribunes permettent un accueil en nombre de spectateurs. Ce circuit est célèbre de par le fait qu'il accueille la Formule 1 depuis sa création.

## Qualifications
Voici le classement officiel au terme des qualifications. Les premiers de chaque catégorie sont signalés en gras.
| Pos | Classe    | Équipe                           | Temps moyen    | Grille |
| --- | --------- | -------------------------------- | -------------- | ------ |
| 1   | LMP1      | No. 8 Audi Sport Team Joest      | 1 min 25 s 069 | 1      |
| 2   | LMP1      | No. 2 Porsche Team               | 1 min 25 s 111 | 2      |
| 3   | LMP1      | No. 7 Audi Sport Team Joest      | 1 min 25 s 350 | 3      |
| 4   | LMP1      | No. 1 Porsche Team               | 1 min 25 s 400 | 4      |
| 5   | LMP1      | No. 5 Toyota TS050 Hybrid        | 1 min 25 s 960 | 5      |
| 6   | LMP1      | No. 6 Toyota TS050 Hybrid        | 1 min 27 s 334 | 6      |
| 7   | LMP1      | No. 13 Rebellion Racing          | 1 min 29 s 909 | 7      |
| 8   | LMP1      | No. 4 ByKolles Racing Team       | 1 min 31 s 674 | 8      |
| 9   | LMP2      | No. 43 RGR Sport by Morand       | 1 min 35 s 485 | 9      |
| 10  | LMP2      | No. 36 Signatech Alpine          | 1 min 35 s 819 | 10     |
| 11  | LMP2      | No. 42 Strakka Racing            | 1 min 36 s 037 | 11     |
| 12  | LMP2      | No. 26 G-Drive Racing            | 1 min 36 s 063 | 12     |
| 13  | LMP2      | No. 44 Manor                     | 1 min 36 s 594 | 13     |
| 14  | LMP2      | No. 41 Greaves Motorsport        | 1 min 36 s 914 | 14     |
| 15  | LMP2      | No. 27 SMP Racing                | 1 min 37 s 102 | 15     |
| 16  | LMP2      | No. 37 SMP Racing                | 1 min 37 s 112 | 16     |
| 17  | LMP2      | No. 35 Baxi DC Racing Alpine     | 1 min 37 s 482 | 17     |
| 18  | LMP2      | No. 31 Extreme Speed Motorsports | 1 min 37 s 752 | 18     |
| 19  | LMP2      | No. 30 Extreme Speed Motorsports | 1 min 39 s 514 | 19     |
| 20  | LMGTE-Pro | No. 95 Aston Martin Racing       | 1 min 40 s 458 | 20     |
| 21  | LMGTE-Pro | No. 97 Aston Martin Racing       | 1 min 40 s 600 | 21     |
| 22  | LMGTE-Pro | No. 51 AF Corse                  | 1 min 41 s 034 | 22     |
| 23  | LMGTE-Pro | No. 77 Dempsey-Proton Racing     | 1 min 41 s 383 | 23     |
| 24  | LMGTE-Pro | No. 71 AF Corse                  | 1 min 41 s 426 | 24     |
| 25  | LMGTE-Pro | No. 66 Ford Chip Ganassi Racing  | 1 min 41 s 523 | 25     |
| 26  | LMGTE-Pro | No. 67 Ford Chip Ganassi Racing  | 1 min 41 s 836 | 26     |
| 27  | LMGTE-Am  | No. 98 Aston Martin Racing       | 1 min 42 s 437 | 27     |
| 28  | LMGTE-Am  | No. 88 Abu Dhabi-Proton Racing   | 1 min 42 s 839 | 28     |
| 29  | LMGTE-Am  | No. 86 Gulf Racing               | 1 min 43 s 546 | 29     |
| 30  | LMGTE-Am  | No. 78 KCMG                      | 1 min 43 s 722 | 30     |
| 31  | LMGTE-Am  | No. 50 Larbre Compétition        | 1 min 43 s 738 | 31     |
| 32  | LMGTE-Am  | No. 83 AF Corse                  | 1 min 43 s 880 | 32     |

## La course
La course débute avec le constructeur Audi en tête grâce au trio Jarvis/Duval/di Grassi. La course voit alors différents épisodes pluvieux l'affecter, ce qui a pour conséquence des choix pneumatiques différents. Audi fait le choix des gommes hybrides, la concurrence opte pour les ‘wet’. Audi et Toyota repassent ensuite en slicks, Porsche en ‘hybrides’. Audi sort vainqueur su début de la course. Cependant, avant la mi-course, l'Audi de tête connaît des soucis de frein et Porsche reprend la tête de la course. Toyota, quant à lui, ne lutte que pour le podium. Porsche a pris l’ascendant avant la mi-course et Toyota vient alors se mêler à la lutte pour le podium, avec un seul prototype néanmoins car l'autre abandonne à cause de problèmes sur le système hybride. Ensuite, la Porsche de tête reçoit un drive through pour avoir coupé la ligne continue à l’entrée des stands. À la fin de la course, la Porsche de tête frôle un mur mais évite cependant l'abandon, permettant à Audi de se classer à une minute du vainqueur ; Toyota complétant le podium.
En LMP1 privé, Rebellion remporte la course. En LMP2, le RGR Sport by Morand l'emporte à domicile. En GT, Aston Martin gagne après avoir lutté durant toute la course avec Ferrari.

## Résultats
Voici le classement officiel au terme de la course.
- Les vainqueurs de chaque catégorie sont signalés par un fond jauni.
- Pour la colonne Pneus, il faut passer le curseur au-dessus du modèle pour connaître le manufacturier de pneumatiques.

| Pos | Cat       | n° | Équipe                    | Pilotes                                                 | Châssis                        | Pneus | Tours |
| Pos | Cat       | n° | Équipe                    | Pilotes                                                 | Moteur                         | Pneus | Tours |
| --- | --------- | -- | ------------------------- | ------------------------------------------------------- | ------------------------------ | ----- | ----- |
| 1   | LMP1      | 1  | Porsche Team              | Timo Bernhard Brendon Hartley Mark Webber               | Porsche 919 Hybrid             | M     | 230   |
| 1   | LMP1      | 1  | Porsche Team              | Timo Bernhard Brendon Hartley Mark Webber               | Porsche 2.0 L Turbo V4         | M     | 230   |
| 2   | LMP1      | 7  | Audi Sport Team Joest     | André Lotterer Marcel Fässler                           | Audi R18                       | M     | 230   |
| 2   | LMP1      | 7  | Audi Sport Team Joest     | André Lotterer Marcel Fässler                           | Audi TDI 4.0 L Turbo Diesel V6 | M     | 230   |
| 3   | LMP1      | 6  | Toyota Gazoo Racing       | Stéphane Sarrazin Mike Conway Kamui Kobayashi           | Toyota TS050 Hybrid            | M     | 230   |
| 3   | LMP1      | 6  | Toyota Gazoo Racing       | Stéphane Sarrazin Mike Conway Kamui Kobayashi           | Toyota 2.4 L Turbo V6          | M     | 230   |
| 4   | LMP1      | 2  | Porsche Team              | Marc Lieb Romain Dumas Neel Jani                        | Porsche 919 Hybrid             | M     | 230   |
| 4   | LMP1      | 2  | Porsche Team              | Marc Lieb Romain Dumas Neel Jani                        | Porsche 2.0 L Turbo V4         | M     | 230   |
| 5   | LMP1      | 13 | Rebellion Racing          | Dominik Kraihamer Alexandre Imperatori Mathéo Tuscher   | Rebellion R-One                | D     | 218   |
| 5   | LMP1      | 13 | Rebellion Racing          | Dominik Kraihamer Alexandre Imperatori Mathéo Tuscher   | AER P60 2.4 L Turbo V6         | D     | 218   |
| 6   | LMP2      | 43 | RGR Sport by Morand       | Ricardo González Filipe Albuquerque Bruno Senna         | Ligier JS P2                   | D     | 210   |
| 6   | LMP2      | 43 | RGR Sport by Morand       | Ricardo González Filipe Albuquerque Bruno Senna         | Nissan VK45DE 4.5 L V8         | D     | 210   |
| 7   | LMP2      | 36 | Signatech Alpine          | Nicolas Lapierre Gustavo Menezes Stéphane Richelmi      | Alpine A460                    | D     | 210   |
| 7   | LMP2      | 36 | Signatech Alpine          | Nicolas Lapierre Gustavo Menezes Stéphane Richelmi      | Nissan VK45DE 4.5 L V8         | D     | 210   |
| 8   | LMP2      | 31 | Extreme Speed Motorsports | Ryan Dalziel Chris Cumming Pipo Derani                  | Ligier JS P2                   | M     | 207   |
| 8   | LMP2      | 31 | Extreme Speed Motorsports | Ryan Dalziel Chris Cumming Pipo Derani                  | Nissan VK45DE 4.5 L V8         | M     | 207   |
| 9   | LMP2      | 42 | Strakka Racing            | Nick Leventis Jonny Kane Lewis Williamson (en)          | Gibson 015S                    | D     | 207   |
| 9   | LMP2      | 42 | Strakka Racing            | Nick Leventis Jonny Kane Lewis Williamson (en)          | Nissan VK45DE 4.5 L V8         | D     | 207   |
| 10  | LMP2      | 41 | Greaves Motorsport        | Roberto González Luis Díaz Bruno Junqueira              | Gibson 015S                    | D     | 207   |
| 10  | LMP2      | 41 | Greaves Motorsport        | Roberto González Luis Díaz Bruno Junqueira              | Nissan VK45DE 4.5 L V8         | D     | 207   |
| 11  | LMP2      | 35 | Baxi DC Racing Alpine     | David Cheng Ho-Pin Tung Nelson Panciatici               | Alpine A460                    | D     | 206   |
| 11  | LMP2      | 35 | Baxi DC Racing Alpine     | David Cheng Ho-Pin Tung Nelson Panciatici               | Nissan VK45DE 4.5 L V8         | D     | 206   |
| 12  | LMP2      | 27 | SMP Racing                | Nicolas Minassian Maurizio Mediani                      | BR Engineering BR01            | D     | 206   |
| 12  | LMP2      | 27 | SMP Racing                | Nicolas Minassian Maurizio Mediani                      | Nissan VK45DE 4.5 L V8         | D     | 206   |
| 13  | LMP2      | 26 | G-Drive Racing            | Roman Rusinov Alex Brundle René Rast                    | Oreca 05                       | D     | 205   |
| 13  | LMP2      | 26 | G-Drive Racing            | Roman Rusinov Alex Brundle René Rast                    | Nissan VK45DE 4.5 L V8         | D     | 205   |
| 14  | LMP2      | 30 | Extreme Speed Motorsports | Scott Sharp Ed Brown Johannes van Overbeek              | Ligier JS P2                   | M     | 204   |
| 14  | LMP2      | 30 | Extreme Speed Motorsports | Scott Sharp Ed Brown Johannes van Overbeek              | Nissan VK45DE 4.5 L V8         | M     | 204   |
| 15  | LMGTE Pro | 97 | Aston Martin Racing       | Darren Turner Richie Stanaway                           | Aston Martin V8 Vantage GTE    | D     | 202   |
| 15  | LMGTE Pro | 97 | Aston Martin Racing       | Darren Turner Richie Stanaway                           | Aston Martin 4.5 L V8          | D     | 202   |
| 16  | LMGTE Pro | 51 | AF Corse                  | Gianmaria Bruni James Calado                            | Ferrari 488 GTE                | M     | 202   |
| 16  | LMGTE Pro | 51 | AF Corse                  | Gianmaria Bruni James Calado                            | Ferrari F154CB 3.9 L Turbo V8  | M     | 202   |
| 17  | LMGTE Pro | 95 | Aston Martin Racing       | Nicki Thiim Marco Sørensen                              | Aston Martin V8 Vantage GTE    | D     | 202   |
| 17  | LMGTE Pro | 95 | Aston Martin Racing       | Nicki Thiim Marco Sørensen                              | Aston Martin 4.5 L V8          | D     | 202   |
| 18  | LMGTE Pro | 71 | AF Corse                  | Davide Rigon Sam Bird                                   | Ferrari 488 GTE                | M     | 201   |
| 18  | LMGTE Pro | 71 | AF Corse                  | Davide Rigon Sam Bird                                   | Ferrari F154CB 3.9 L Turbo V8  | M     | 201   |
| 19  | LMGTE Pro | 67 | Ford Chip Ganassi Team UK | Andy Priaulx Marino Franchitti Harry Tincknell          | Ford GT                        | M     | 201   |
| 19  | LMGTE Pro | 67 | Ford Chip Ganassi Team UK | Andy Priaulx Marino Franchitti Harry Tincknell          | Ford EcoBoost 3.5 L Turbo V6   | M     | 201   |
| 20  | LMGTE Pro | 77 | Dempsey-Proton Racing     | Richard Lietz Michael Christensen                       | Porsche 911 RSR (991)          | M     | 201   |
| 20  | LMGTE Pro | 77 | Dempsey-Proton Racing     | Richard Lietz Michael Christensen                       | Porsche 4.0 L Flat-6           | M     | 201   |
| 21  | LMP1      | 4  | ByKolles Racing Team      | Simon Trummer Pierre Kaffer Oliver Webb                 | CLM P1/01                      | D     | 199   |
| 21  | LMP1      | 4  | ByKolles Racing Team      | Simon Trummer Pierre Kaffer Oliver Webb                 | AER P60 2.4 L Turbo V6         | D     | 199   |
| 22  | LMGTE Am  | 88 | Abu Dhabi-Proton Racing   | Khaled Al Qubaisi Patrick Long David Heinemeier Hansson | Porsche 911 RSR (991)          | M     | 197   |
| 22  | LMGTE Am  | 88 | Abu Dhabi-Proton Racing   | Khaled Al Qubaisi Patrick Long David Heinemeier Hansson | Porsche 4.0 L Flat-6           | M     | 197   |
| 23  | LMGTE Am  | 83 | AF Corse                  | François Perrodo Emmanuel Collard Rui Águas             | Ferrari 458 Italia GT2         | M     | 196   |
| 23  | LMGTE Am  | 83 | AF Corse                  | François Perrodo Emmanuel Collard Rui Águas             | Ferrari 4.5 L V8               | M     | 196   |
| 24  | LMGTE Am  | 78 | KCMG                      | Christian Ried Wolf Henzler Joël Camathias              | Porsche 911 RSR (991)          | M     | 196   |
| 24  | LMGTE Am  | 78 | KCMG                      | Christian Ried Wolf Henzler Joël Camathias              | Porsche 4.0 L Flat-6           | M     | 196   |
| 25  | LMGTE Am  | 86 | Gulf Racing               | Michael Wainwright Adam Carroll Ben Barker              | Porsche 911 RSR (991)          | M     | 196   |
| 25  | LMGTE Am  | 86 | Gulf Racing               | Michael Wainwright Adam Carroll Ben Barker              | Porsche 4.0 L Flat-6           | M     | 196   |
| 26  | LMGTE Pro | 66 | Ford Chip Ganassi Team UK | Olivier Pla Stefan Mücke                                | Ford GT                        | M     | 181   |
| 26  | LMGTE Pro | 66 | Ford Chip Ganassi Team UK | Olivier Pla Stefan Mücke                                | Ford EcoBoost 3.5 L Turbo V6   | M     | 181   |
| 27  | LMP1      | 8  | Audi Sport Team Joest     | Loïc Duval Lucas di Grassi Oliver Jarvis                | Audi R18                       | M     | 167   |
| 27  | LMP1      | 8  | Audi Sport Team Joest     | Loïc Duval Lucas di Grassi Oliver Jarvis                | Audi TDI 4.0 L Turbo Diesel V6 | M     | 167   |
| Abd | LMGTE Am  | 98 | Aston Martin Racing       | Paul Dalla Lana Pedro Lamy Mathias Lauda                | Aston Martin V8 Vantage GTE    | M     | 192   |
| Abd | LMGTE Am  | 98 | Aston Martin Racing       | Paul Dalla Lana Pedro Lamy Mathias Lauda                | Aston Martin 4.5 L V8          | M     | 192   |
| Abd | LMGTE Am  | 50 | Larbre Compétition        | Yutaka Yamagishi Pierre Ragues Ricky Taylor             | Chevrolet Corvette C7.R        | M     | 184   |
| Abd | LMGTE Am  | 50 | Larbre Compétition        | Yutaka Yamagishi Pierre Ragues Ricky Taylor             | Chevrolet LT5.5 5.5 L V8       | M     | 184   |
| Abd | LMP2      | 44 | Manor                     | Matthew Rao Richard Bradley Alfonso Diaz Guerra         | Oreca 05                       | D     | 179   |
| Abd | LMP2      | 44 | Manor                     | Matthew Rao Richard Bradley Alfonso Diaz Guerra         | Nissan VK45DE 4.5 L V8         | D     | 179   |
| Abd | LMP1      | 5  | Toyota Gazoo Racing       | Sébastien Buemi Kazuki Nakajima                         | Toyota TS050 Hybrid            | M     | 62    |
| Abd | LMP1      | 5  | Toyota Gazoo Racing       | Sébastien Buemi Kazuki Nakajima                         | Toyota 2.4 L Turbo V6          | M     | 62    |
| Abd | LMP2      | 37 | SMP Racing                | Vitaly Petrov Viktor Shaytar Kirill Ladygin             | BR Engineering BR01            | D     | 29    |
| Abd | LMP2      | 37 | SMP Racing                | Vitaly Petrov Viktor Shaytar Kirill Ladygin             | Nissan VK45DE 4.5 L V8         | D     | 29    |